# Coruisk
Die Coruisk ist eine Ro-Pax-Fähre der Reederei CalMac Ferries. Das Schiff gehört Caledonian Maritime Assets in Port Glasgow, die es auch bereedern. Eingesetzt wird es von CalMac Ferries im saisonalen Fährverkehr zur Isle of Skye bzw. im Firth of Clyde.

## Geschichte
Das Schiff wurde unter der Baunummer 190 auf der Werft Appledore Shipbuilders gebaut. Die Kiellegung des Schiffes fand am 16. September 2002, der Stapellauf am 3. Mai 2003 statt. Das Schiff wurde im August 2003 abgeliefert und Mitte August 2003 auf der Strecke zwischen Mallaig und Armadale auf der Isle of Skye in Dienst gestellt. Es ersetzte hier die 1974 gebaute Pioneer.
Getauft wurde das Schiff von Baroness Michie of Gallanach. Die Baukosten beliefen sich auf £ 6,75 Mio.
Technische Schwierigkeiten mit dem Antrieb führten bereits wenige Tage nach der Indienststellung zu Ausfällen der Fähre. Am 24. August 2003 verlor sie aufgrund einer Grundberührung nach einem Blackout eine der Propellergondeln und musste für die Reparatur aus der Fahrt genommen werden. Die Fähre kam erst im Winterhalbjahr wieder in Fahrt und wurde auf verschiedenen Strecken im Firth of Clyde eingesetzt.
In den Sommermonaten verkehrt die Fähre üblicherweise zwischen Mallaig und Armadale, während sie in den Wintermonaten im Firth of Clyde zum Einsatz kommt. Von 2016 bis 2022 verkehrte die Fähre auf der Fährverbindung zwischen Oban und der Isle of Mull. Sie wurde hier im Juni 2022 von der Loch Frisa ersetzt.
Das Schiff ist nach dem Loch Coruisk, einem Süßwassersee auf der Isle of Skye, benannt.

## Technische Daten und Ausstattung
Das Schiff wird von zwei Viertakt-Sechszylinder-Dieselmotoren des Herstellers Caterpillar (Typ: MaK 6M20) mit jeweils 1140 kW Leistung angetrieben. Die Motoren wirken auf zwei Schottel-Ruderpropeller mit Twin-Propellern. Für die Stromerzeugung stehen zwei von Viertakt-Sechszylinder-Dieselmotoren des Typs Cummins 6CT8.3-DM mit jeweils 164 kW Leistung angetriebene Generatoren zur Verfügung. Weiterhin wurde ein von einem Viertakt-Sechszylinder-Dieselmotor des Typs Cummins 6BT5.9-DM mit 62 kW Leistung angetriebener Notgenerator verbaut. An Bord befinden sich zwei getrennte Maschinenräume, in denen sich jeweils einer der Antriebsmotoren und einer der Dieselgeneratoren befindet.
Die Fähre verfügt über ein durchlaufendes Fahrzeugdeck, das über Rampen an beiden Enden der Fähre zugänglich ist. Obwohl die Fähre aufgrund ihrer Rumpfform und des Antriebs durchaus in beide Richtungen fahren und somit wie eine Doppelendfähre genutzt werden kann, sind ihre Enden nicht symmetrisch aufgebaut: An einem Ende der Fähre befindet sich vor der Rampe ein Bugvisier, das hydraulisch nach oben geöffnet werden kann. Die Durchfahrtshöhe beträgt 5,2 Meter. Die Bugrampe ist 3,5 Meter, die Heckrampe 4 Meter breit. Die Fähre ist außerdem mit einer Seitenrampe im vorderen Bereich auf der Backbordseite ausgerüstet. Diese ist 6,1 Meter breit und 6,5 Meter lang und wird in Häfen benötigt, in denen die Infrastruktur für die Nutzung der Bug- bzw. Heckrampe fehlt.
Das Fahrzeugdeck ist in der Mitte mit den Decksaufbauten überbaut. Die nutzbare Höhe auf dem Fahrzeugdeck beträgt hier 5,1 Meter. In den Decksaufbauten befinden sich die Einrichtungen für die Passagiere mit Aufenthaltsräumen, einem Kiosk und offenen Decksbereichen mit Sitzgelegenheiten sowie Einrichtungen für die Schiffsbesatzung und die etwa mittig angeordnete und sich über die gesamte Schiffsbreite erstreckende Brücke.
Die Fähre ist mit zwei Flossenstabilisatoren ausgerüstet. Sie verfügt über ein Schiffsevakuierungssystem.